# Ythan Wells

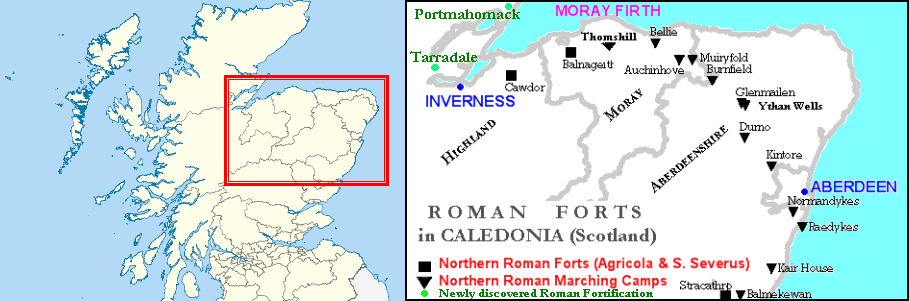
Ubicación del campamento de Ythan Wells y otros emplazamientos romanos.

Ythan Wells, también llamado Glenmailen, es un campamento romano situado cerca de la granja de Glenmellan, a 2.1 km al este de Ythanwells en Aberdeenshire, Escocia.

## Historia

### Descubrimiento
Señales de dos campamentos de marcha se han encontrado en el lugar. El campamento principal, de 42 hectáreas de extensión fue descubierto en 1785 por Alex Shand. Un campamento menor, de 13 hectáreas y parcialmente superpuesto al primero, fue descubierto por J. K. St Joseph en 1968, gracias a fotografías aéreas. Los campamentos han sido fechados como del periodo correspondiente a las campañas de Cneo Julio Agrícola.
El sitio donde se encuentra el campamento está próximo al nacimiento del río Ythan.

### Construcción
Cneo Julio Agrícola en torno al año 83 u 84 venció a los caledonios en la Batalla del Monte Graupio, avanzando sobre la Caledonia septentrional.
Esta batalla habría tenido lugar, según algunos historiadores, en las proximidades del campamento de Ythan Wells, que Agrícola habría creado aquel mismo año. De hecho algunos autores británicos como Roy, Surenne, Watt, y Hogan han argumentado tanto en favor de la localización del enfrentamiento en torno al campamento de Raedykes como de la de Ythan Wells.
El campamento de Ythan Wells fue abandonado tras la retirada de Agrícola de la Britania romana, pero posteriormente fue reactivado y ampliado con el nombre de Glenmailen. Con la definitiva retirada de los romanos a la frontera marcada por del Muro de Adriano en el 212, el campamento romano fue de nuevo abandonado, esta vez de forma permanente.

### Características
El campamento de Ythan Wells no es visibile en superficie, estando parcialmente superpuesto a él el campamento severiano de Glenmailen. Se calcula que Ythan Wells ocupaba una extensión de 14 hectáreas. Su estructura era similar a la de Stracathro. Otros campamentos similares en Caledonia son los de Dalswinton, Castledykes, Menteith, Dalginross, Auchinhove y Inverquharity. Se encuentra próxima a una fuente natural de agua, necesaria para el aprovisionamiento de las legiones romanas tras el Gask Ridge y antes de llegar a los fuertes de Cawdor y de Balnageith.